# Rosenfeld
Rosenfeld är en stad i Tyskland som ligger i distriktet Zollernalbkreis, den administrativa regionen Tübingen, delstaten Baden-Württemberg. Kommunen består av ortsdelarna (tyska Ortsteile) Rosenfeld, Bickelsberg, Brittheim, Heiligenzimmern, Isingen, Leidringen och Täbingen. Folkmängden uppgår till cirka 6 600 invånare, på en yta av 51,11 kvadratkilometer.

## Befolkningsutveckling
| Befolkningsutvecklingen i Rosenfeld 1975–2015 | Befolkningsutvecklingen i Rosenfeld 1975–2015 | Befolkningsutvecklingen i Rosenfeld 1975–2015 | Befolkningsutvecklingen i Rosenfeld 1975–2015 | Befolkningsutvecklingen i Rosenfeld 1975–2015 |
| --------------------------------------------- | --------------------------------------------- | --------------------------------------------- | --------------------------------------------- | --------------------------------------------- |
|                                               |                                               |                                               |                                               |                                               |
| År                                            |                                               |                                               | Folkmängd                                     | Areal (ha)                                    |
| 1975                                          | 1975                                          |                                               | 5 110                                         | 5 111                                         |
| 1980                                          | 1980                                          |                                               | 5 216                                         |                                               |
| 1985                                          | 1985                                          |                                               | 5 085                                         | 5 113                                         |
| 1990                                          | 1990                                          |                                               | 5 421                                         | 5 111                                         |
| 1995                                          | 1995                                          |                                               | 6 037                                         |                                               |
| 2000                                          | 2000                                          |                                               | 6 315                                         |                                               |
| 2005                                          | 2005                                          |                                               | 6 545                                         |                                               |
| 2010                                          | 2010                                          |                                               | 6 459                                         |                                               |
| 2015                                          | 2015                                          |                                               | 6 433                                         |                                               |
|                                               |                                               |                                               |                                               |                                               |